# Thionia gibbicollis
Thionia gibbicollis är en insektsart som beskrevs av Dozier 1931. Thionia gibbicollis ingår i släktet Thionia och familjen sköldstritar. Inga underarter finns listade i Catalogue of Life.